# Ferdinand de Rothschild
Ferdinand de Rothschild (17. prosince 1839 Paříž - 17. prosince 1898 Waddesdon Manor, Buckinghamshire) byl rakouský baron, bankéř, sběratel umění a politik, který byl členem prominentní bankéřské rodiny Rothschildů. Byl liberálním poslancem Dolní sněmovny v období 1885 – 1898.

## Život
Narodil se 17. prosince 1839 v Paříži jako druhorozený syn bankéře Anselma Salomona Rothschilda (1803–1874) a jeho ženy Carlotte de Rothschild (1807–1859). Vzdělání získal ve Vídni. V roce 1860 se usadil v Anglii a získal britské občanství. V roce 1885 se stal poslancem Dolní sněmovny za volební obvod Aylesbury v hrabství Buckinghamshire, kde žil na zámku Waddesdon Manor. Výhodnou koupí pozemků od Johna Spencer-Churchilla, 7. vévody z Marlborough byla v roce 1874 zahájena výstavba sídla Waddesdon Manor. Ten byl postaven v novorenesančním slohu podle vzorů zámků v údolí řeky Loiry ve Francii. Byl velmi společenský, na jeho sídle jej navštívili významní hosté jako královna Viktorie (14. května 1890), perský šach, německý císař Fridrich a další. Byl vášnivý sběratel. Jeho pozornost byla zaměřena na obrazy starých holandských a anglických mistrů, vytvořil sbírky francouzského umění 18. století, tapisérií, porcelánu, zlatnických prací renesance, jakož i vázaných knih a grafických listů, rukopisů ze 15. a 16. století. V roce 1896 se stal členem správní rady Britského muzea a byl jeho horlivým členem.
Oženil se 7. srpna 1865 s Evelinou de Rothschild (1839–1866) v Paříži, líbánky strávili na otcově panství Schillersdorf. Evelina zemřela při porodu i s dítětem 4. prosince 1866. Po její smrti se už neoženil a na svém sídle Waddesdon Manor žil se svou nejmladší sestrou Alicí Charllote de Rothschild (1847–1922). Na paměť Evelininy tragické smrti vybudoval Evelininu dětskou nemocnici v Southwarku v jižní části Londýna.

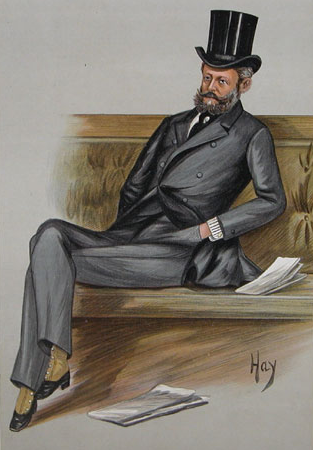
Baron Ferdinand de Rothschild v Dolní sněmovně, karikatura v časopisu Vanity Fair, 1889

Zemřel v den svých 59. narozenin ve Waddesdon Manor. Byl pohřben po boku své manželky Eveliny v Mauzoleu Rothschildů na židovském hřbitově ve West Hamu.
Své sbírky odkázal ve své závěti Britskému muzeu pod podmínkou, že budou umístěny v samostatné místnosti. V současné době jsou známy jako "Waddesdonův odkaz". K nejcennějším exemplářům patří francouzský breviář z 15. století. Zámek odkázal své sestře Alici de Rothschild, v současné době patří organizaci National Trust.